# Lck
La proteína tirosina quinasa específica de leucocitos (Lck)  es una proteína que se encuentra dentro de células especializadas del sistema inmunitario llamadas linfocitos. Lck es una Tirosina quinasa#Tirosina quinasas no receptoras no específica (EC 2.7.10.2), que fosforila residuos de tirosina de ciertas proteínas involucradas en las vías de señalización intracelular de estos linfocitos. Es un miembro de la familia Src de las tirosincinasas y se encuentra codificado en humanos por el gen LCK. 

## Lck y señalización de células T
Lck se encuentra más comúnmente en células T. Se asocia con las colas citoplasmáticas de los correceptores CD4 y CD8 en células T cooperadoras y células T citotóxicas, respectivamente, para ayudar a la señalización desde el complejo receptor de células T (TCR). Cuando el TCR es activado por la presentación del antígeno específico mediante el MHC, Lck actúa para fosforilar las cadenas intracelulares del CD3 y las cadenas ζ del complejo TCR, permitiendo la unión de otra tirosina quinasa citoplasmática llamada ZAP-70. Lck entonces fosforila y activa ZAP-70, que a su vez fosforila otra molécula en la cascada de señalización llamada LAT (abreviatura de Linker of Activated T cells), una proteína transmembranal que sirve como un sitio de anclaje para varias otras proteínas, siendo las más importantes Shc-Grb2-SOS, PI3K y fosfolipasa C (PLC).
La cascada de fosforilación de tirosina iniciada por la Lck culmina en la movilización intracelular de ion calcio (Ca2+) y la activación de importantes cascadas de señalización dentro de los linfocitos. Estos incluyen la vía Ras-MEK-ERK, que se basa en activar ciertos factores de transcripción como NFAT, NFκB y AP-1. Estos factores de transcripción regulan la producción de una plétora de productos de los genes, más notablemente citoquinas como la interleucina-2 que fomenta la proliferación y diferenciación a largo plazo de los linfocitos activados.
La función de la Lck ha sido estudiada usando varios métodos bioquímicos, incluyendo la genética inversa (ratones Knockout), las células Jurkat deficientes en Lck (JCaM1.6) o la mediante RNA de interferencia.

## Estructura de la Lck
La Lck es una proteína de 56 kDa. La cola N-terminal de la Lck es miristoilada y palmitoilada lo cual ancla la proteína a la membrana plasmática de la célula. La proteína contiene además un dominio SH3, un dominio SH2 y en la parte C-terminal del dominio tirosincinasa. Los dos principales sitios de fosforilación en las Lck son las tirosinas 394 y 505. El primero es un sitio de autofosforilación y está vinculado a la activación de la proteína. El segundo es fosforilizado por la Csk que inhibe la Lck porque la proteína se pliega y se une a su propio dominio SH2. La Lck sirve así como un ejemplo instructivo de que la fosforilación de proteínas puede tener como consecuencia tanto la activación como la inhibición.

## Sustratos de la Lck
La tirosina Lck fosforiliza varias proteínas donde las más importantes son: el receptor CD3, la ZAP-70, la SLP-76, el receptor IL-2, la proteína quinasa C, la ITK, la PLC, la SHC, la RasGAP, la Cbl, la Vav1 y la PI3K.

## Inhibición de la Lck
En células T en reposo, la Lck es esencialmente inhibida por la fosforilación Csk en la tirosina 505. La Lck también es inhibida por la desfosforilación SHP-1 en la tirosina 394. La Lck también puede ser inhibida por la Cbl ubiquitina ligasa, que es parte de la vía mediante ubiquitina.